# Dmytro Pronewycz
Dmytro Ołehowycz Pronewycz (ukr. Дмитро Олегович Проневич; ur. 21 listopada 1984 w Dubnie) – ukraiński piłkarz, grający na pozycji pomocnika.

## Kariera piłkarska

### Kariera klubowa
Wychowanek Dynama Kijów, barwy którego bronił w juniorskich mistrzostwach Ukrainy (DJuFL). Karierę piłkarską rozpoczął 14 października 2000 w składzie Dynamo-3 Kijów. W końcu 2001 został wypożyczony do Weresu Równe. Potem w listopadzie wyjechał do Moskwy. W składzie jednej z juniorskiej drużyn uczestniczącej w turnieju piłkarskim we Włoszech zauważyli go skauci Sampdorii. Latem 2002 został piłkarzem Sampdorii, ale występował tylko w składzie młodzieżowej drużyny. W 2003 powrócił do Ukrainy, gdzie grał w klubach Zoria Ługańsk, Awanhard Roweńki i Obołoń-2 Kijów. Sezon 2005/06 spędził w Szkocji, gdzie bronił barw klubów Kilmarnock F.C., Partick Thistle F.C. i Queen of the South F.C. Latem 2006 został piłkarzem Dnipra Czerkasy. We wrześniu 2007 podpisał kontrakt z Karpatami Lwów, ale po zmianie trenera przez konflikt z nim grał tylko w drużynie rezerw. Za obopólną zgodą kontrakt został anulowany i piłkarz wyjechał do Wietnamu, gdzie bronił barw klubu Đồng Tháp F.C. We wrześniu 2008 podpisał kontrakt z beniaminkiem Perszej Lihi Kniaża Szczasływe. W marcu 2009 ponownie wyjechał za granicę, gdzie występował w fińskim IFK Mariehamn. We wrześniu 2010 przeszedł do Wołyni Łuck.

### Kariera reprezentacyjna
Występował w młodzieżowej oraz studenckiej reprezentacjach Ukrainy.

## Sukcesy i odznaczenia

### Sukcesy reprezentacyjne
- mistrz Uniwersjady: 2007, 2009

### Sukcesy indywidualne
- najlepszy piłkarz na Letniej Uniwersjadzie w 2007[5].
- król strzelców na Letniej Uniwersjadzie w 2007: 4 bramki

### Odznaczenia
- nagrodzony tytułem Mistrza Sportu Klasy Międzynarodowej: 2007